# Acer shensiense
Acer shensiense é uma espécie de árvore do gênero Acer, pertencente à família Aceraceae.